# Walter Waiss
Walter Waiss (* 1952 in Neuss) ist ein deutscher Bundesbahnbeamter und Autor mehrerer Sachbücher über die Luftkriegsgeschichte.

## Leben und Wirken
Nach seiner Schulzeit absolvierte Waiss zunächst eine Ausbildung zum Maschinenschlosser und leistete anschließend seinen Wehrdienst als Fallschirmjäger bei der Luftlandemörserkompanie 270. Im Anschluss daran durchlief Waiss eine Ausbildung zum Lokführer bei der Deutschen Bundesbahn, bei der er bis zu seiner Pensionierung blieb, zuletzt als Lokomotiv-Betriebsinspektor bei der Fahrzeugdisposition in Nordrhein-Westfalen.
Geprägt durch seinen Vater, der von 1939 bis 1945 in verschiedenen Flughafenbetriebskompanien und als 1. Wart einer Heinkel He 111 im Kampfgeschwader 27 „Boelcke“ seinen Militärdienst versehen hatte, begann sich Walter Waiss für die Geschichte dieses Geschwaders zu interessieren. Dazu wurde er 1990 Mitglied im „Traditionsverband Boelcke e. V.“ mit Sitz beim Jagdbombergeschwader 31 Boelcke in Nörvenich bei Kerpen und später dort unter anderem auch aktiv als Vorstandsmitglied. Bei einem der Treffen dieses Traditionsverbandes erlebte Waiss im Jahr 2009 beim Rückflug von Köthen nach Nörvenich eine Notlandung mit, als sein Pilot, der ehemalige Kommodore des JaBoG 31, Oberst a. D. Gert Overhoff, eine zweisitzige Propellermaschine vom Typ HB 204 nach einem Motorausfall auf einer schmalen Landstraße und nur leicht versehrt zur Landung brachte.
Als Archivreferent des Traditionsverbandes war Waiss für die historische Aufarbeitung der während des Ersten Weltkriegs von 1916 bis 1918 aufgestellten Jagdstaffel 2, auch bekannt als „Jagdstaffel Boelcke“, benannt nach ihrem ersten Staffelführer Oswald Boelcke, zuständig. Darüber hinaus betreute er die ehemaligen Mitglieder des Kampfgeschwaders Nr. 27 „Boelcke“ und erforschte die Chronik des Geschwaders, das während des Zweiten Weltkriegs aktiv gewesen war. Des Weiteren recherchierte er die Geschichte der Legion Condor und anderer Verbände sowie die Einsätze einzelner ausgesuchter Kampfflieger.
Aus diesen gewonnenen Erkenntnissen heraus entstanden mehrere Sachbücher über die deutsche Luftkriegsgeschichte, allesamt erschienen im Helios Verlag in Aachen, sowie in Form von Veröffentlichungen in verschiedenen deutschen Fachzeitschriften.

## Schriften (Auswahl)
- Aus dem Boelcke-Archiv:
  - Band 1: Die Briefe vom Stabsarzt der III./KG 27 Boelcke, Dr. Keller, 1939–1945, Helios, Aachen 1997
  - Band 2: Chronik Kampfgeschwader Nr. 27 Boelcke : Teil 1: 1934–31.12.1940, Helios, Aachen 2000, ISBN 978-3-00-011982-8
  - Band 3: Chronik Kampfgeschwader Nr. 27 Boelcke : Teil 2: 01.01.1941–31.12.1941, Helios, Aachen 2000, ISBN 978-3-00-011983-5
  - Band 4: Chronik Kampfgeschwader Nr. 27 Boelcke : Teil 3: 01.01.1942–31.12.1942, Helios, Aachen 2005, ISBN 978-3-938208-07-6
  - Band 5: Chronik Kampfgeschwader Nr. 27 Boelcke : Teil 4: 01.01.1943–31.12.1943, Helios, Aachen 2007, ISBN 978-3-938208-49-6
  - Band 6: Chronik Kampfgeschwader Nr. 27 Boelcke : Teil 5: 01.01.1944–31.12.1944, Helios, Aachen 2008, ISBN 978-3-938208-85-4
  - Band 7: Chronik Kampfgeschwader Nr. 27 Boelcke : Teil 6: 01.01.1945–08.05.1945, Helios, Aachen 2010, ISBN 978-3-86933-033-4
  - Band 8: Jagdstaffel Boelcke : 1914–1918, zusammen mit Steffen Gastreich, deutsch-englische Ausgabe, Helios, Aachen 2014, ISBN 978-3-86933-128-7
- Überlebt : das Fliegerleben des Georg Munker 1939–1945 zwischen Österreich, Polen, Jugoslawien und Russland, Helios, Aachen 2012, ISBN 978-3-86933-074-7
- Legion Condor : Berichte, Dokumente, Fotos, Fakten:
  - Band 1, Helios, Aachen 2013, ISBN 978-3-86933-095-2
  - Band 2, Helios, Aachen 2014, ISBN 978-3-86933-108-9
  - Band 3, Helios, Aachen 2017, ISBN 978-3-86933-179-9
  - Band 4, Helios, Aachen 2018, ISBN 978-3-00-059990-3
  - Band 5, Eigenverlag, Neuss 2022, ISBN 978-3-9821313-1-3
  - Band 6, Eigenverlag, Neuss 2023, ISBN 978-3-9821313-2-0.
  - Band 7: Eigenverlag, Neuss 2024, ISBN 978-3-9821313-3-7.
  - Band 8: Eigenverlag, Neuss 2025, ISBN 978-3-9821313-7-5.
- Von Caen zur Festung Sewastopol : Stationen eines Bordinstrumentenprüfers in der Luftwaffe 1937–1942, Bildband, Helios, Aachen 2014, ISBN 978-3-86933-110-2
- D-Day : 6. Juni 1944 ; verschollene Bilddokumente neu entdeckt, Bildband, Helios, Aachen 2014, ISBN 978-3-86933-119-5
- „Richthofen braucht Nachfolger!“ : das kurze Fliegerleben des Josef van Endert (1898–1918), zusammen mit Falk Breuer, Helios, Aachen 2016, ISBN 978-3-86933-145-4
- Julius Withenius 1898–1918 : ein Flieger aus dem Bergischen Land, zusammen mit Falk Breuer, Helios, Aachen 2018, ISBN 978-3-86933-229-1
- Heinz Sannemann: ein Jagdfliegerleben : in Berichten, Dokumenten, Fotos, zusammen mit Falk Breuer, Helios, Aachen 2018, ISBN 978-3-86933-218-5
- Des Kaisers Flieger in Mazedonien 1914–1918 : eine Studie zur militärischen Flugtätigkeit im Raum Süd-Ost-Europas, zusammen mit Falk Breuer, Eigenverlag, Monheim a. Rhein/Neuss 2019, ISBN 978-3-9821313-0-6
- Kommando Bienenstock : letzter Einsatz der Luftwaffe Mai 1945, Helios, Aachen 2021, ISBN 978-3-86933-270-3